# Amour Éternel
Az Amour Éternel Bonnie Tyler brit rockénekesnő és Laura Zen francia énekesnő közös, félig angol, félig francia nyelvű dala amely 2011-ben jelent meg Bonnie Tyler Best Of 3CD című kiadványán, a Sony Music kiadásában.
A dal eredetije 1989. január 20-án jelent meg Eternal Flame címmel a The Bangles együttestől. Akkor Belgium, Új-Zéland és az Egyesült Királyság toplistájának első helyén szerepelt. A dal francia változatát 2011-ben Dominique Gorse szerezte. Bonnie Tyler és Laura Zen a dalt nyilvánosan először a francia TF1 Televízió Géneration 90 című műsorában adták elő 2011. szeptember 21-én.

## Toplista
| Amour Éternel      | Legjobb helyezés |
| ------------------ | ---------------- |
| SNEP Airplay Chart | 250              |